# دولز کاسل
کاخ شیطان (به آلمانی: Teufelsschloss، به انگلیسی: Devil's Castle) یک کوه برجسته است که بالای آبدره قیصر فرانتس یوزف در انتهای جنوب شرقی سرزمین آندره در شرق گرینلند قرار دارد. این عارضه در محدوده پارک ملی شمال شرق گرینلند، بزرگ‌ترین پارک زمین، واقع شده است. بلندای این کوه ۱٬۳۰۳ متر بالاتر از سطح دریا است.

## جغرافیا
کاخ شیطان یک کوه برجسته از جنس سنگ‌های مایل به قرمز است که نواری روشن‌تر به صورت مورب در سطح آن امتداد دارد. این کوه در محدوده آبدره قیصر فرانتس یوزف و حدود ۱۰۰ کیلومتری دهانه آن، نزدیک به سمت جنوبی دماغه پیترسنز، انتهای شمال غربی جزیره یمر قرار گرفته است. کاخ شیطان به‌طور عمودی از کناره اولین آبدرهٔ پیچ، جنوب خلیج الئونوره، بالا می‌رود.
این کوه چشمگیر توسط دومین اکتشاف قطب شمال آلمان به سرپرستی کارل کلدوی که برای نخستین بار در سال‌های ۱۸۶۹–۷۰ آبدره قیصر فرانتس یوزف را بررسی و تا حدی کاوش کردند، به نام Teufelschloss (تُی‌فِل‌اِشلوس) («کاخ شیطان» یا «قلعه شیطان») نام‌گذاری شد.
|  |  |